# Кирхай
Кирхай — населённый пункт (участок) в Заларинском районе Иркутской области России. Входит в состав Мойганского муниципального образования. Находится примерно в 71 км к юго-западу от районного центра.

## Население
| 2002 | 2010 | 2011 | 2012 |
| ---- | ---- | ---- | ---- |
| 78   | ↘72  | →72  | ↘70  |

Гендерный состав
По данным Всероссийской переписи, в 2010 году в населённом пункте проживали 72 человека (29 мужчин и 43 женщины).